# Grand Prix automobile d'Argentine 1997
GP précédent GP suivant
Le Grand Prix automobile d'Argentine 1997 (Gran Premio Marlboro Argentina 1997), disputé le 13 avril 1997 sur le circuit Oscar Alfredo Galvez, est la 600e épreuve du championnat du monde de Formule 1 courue depuis 1950. Il s'agit de la vingtième édition du Grand Prix d'Argentine comptant pour le championnat du monde de Formule 1 et de la troisième manche du championnat 1997.
Jacques Villeneuve l'emporte par une faible marge devant Eddie Irvine, en dépit d'un problème de boîte de vitesses et d'un état physique diminué par une infection bactérienne.

## Résultats des qualifications
Comme c'est le cas depuis la saison 1996, il n'y a plus qu'une seule séance de qualifications, le samedi de 13 h à 14 h, et elle est limitée à douze tours complets maximum par pilote. Également introduite en 1996, la règle des 107% est toujours en vigueur : si un pilote signe un temps supérieur à 107% de celui de la pole position, il ne sera pas autorisé à prendre le départ de la course.
Comme lors des deux premières manches de la saison, Jacques Villeneuve réalise le meilleur temps des qualifications.

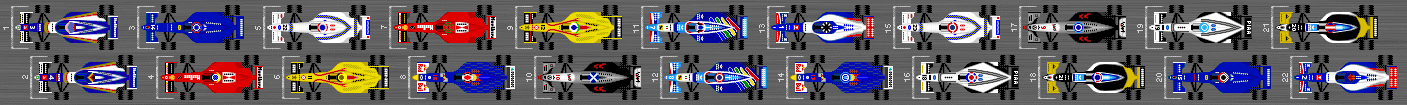
La grille de qualification du Grand Prix d'Argentine 1997.

| Pos.                      | No | Pilote                | Écurie            | Temps    | Écart  | Tours |
| ------------------------- | -- | --------------------- | ----------------- | -------- | ------ | ----- |
| 1                         | 3  | Jacques Villeneuve    | Williams-Renault  | 1:24.473 |        | 12    |
| 2                         | 4  | Heinz-Harald Frentzen | Williams-Renault  | 1:25.271 | +0.798 | 12    |
| 3                         | 14 | Olivier Panis         | Prost-Mugen-Honda | 1:25.491 | +1.018 | 11    |
| 4                         | 5  | Michael Schumacher    | Ferrari           | 1:25.773 | +1.300 | 10    |
| 5                         | 22 | Rubens Barrichello    | Stewart-Ford      | 1:25.942 | +1.469 | 12    |
| 6                         | 11 | Ralf Schumacher       | Jordan-Peugeot    | 1:26.218 | +1.745 | 11    |
| 7                         | 6  | Eddie Irvine          | Ferrari           | 1:26.327 | +1.854 | 11    |
| 8                         | 16 | Johnny Herbert        | Sauber-Petronas   | 1:26.564 | +2.091 | 12    |
| 9                         | 12 | Giancarlo Fisichella  | Jordan-Peugeot    | 1:26.619 | +2.149 | 11    |
| 10                        | 10 | David Coulthard       | McLaren-Mercedes  | 1:26.799 | +2.326 | 11    |
| 11                        | 7  | Jean Alesi            | Benetton-Renault  | 1:27.076 | +2.603 | 12    |
| 12                        | 8  | Gerhard Berger        | Benetton-Renault  | 1:27.259 | +2.786 | 10    |
| 13                        | 1  | Damon Hill            | Arrows-Yamaha     | 1:27.281 | +2.808 | 12    |
| 14                        | 17 | Nicola Larini         | Sauber-Petronas   | 1:27.690 | +3.217 | 11    |
| 15                        | 23 | Jan Magnussen         | Stewart-Ford      | 1:28.035 | +3.562 | 12    |
| 16                        | 18 | Jos Verstappen        | Tyrrell-Ford      | 1:28.094 | +3.621 | 11    |
| 17                        | 9  | Mika Häkkinen         | McLaren-Mercedes  | 1:28.135 | +3.662 | 9     |
| 18                        | 21 | Jarno Trulli          | Minardi-Hart      | 1:28.160 | +3.687 | 12    |
| 19                        | 19 | Mika Salo             | Tyrrell-Ford      | 1:28.224 | +3.751 | 11    |
| 20                        | 15 | Shinji Nakano         | Prost-Mugen-Honda | 1:28.366 | +3.893 | 12    |
| 21                        | 20 | Ukyo Katayama         | Minardi-Hart      | 1:28.413 | +3.940 | 12    |
| 22                        | 2  | Pedro Diniz           | Arrows-Yamaha     | 1:28.696 | +4.496 | 12    |
| Règle des 107% : 1:30.386 |    |                       |                   |          |        |       |

## Classement
| Pos. | No | Pilote                | Écurie            | Tours | Temps/Abandon                      | Grille | Points |
| ---- | -- | --------------------- | ----------------- | ----- | ---------------------------------- | ------ | ------ |
| 1    | 3  | Jacques Villeneuve    | Williams-Renault  | 72    | 1 h 52 min 01 s 715 (164,234 km/h) | 1      | 10     |
| 2    | 6  | Eddie Irvine          | Ferrari           | 72    | + 0 s 979                          | 7      | 6      |
| 3    | 11 | Ralf Schumacher       | Jordan-Peugeot    | 72    | + 12 s 089                         | 6      | 4      |
| 4    | 16 | Johnny Herbert        | Sauber-Petronas   | 72    | + 29 s 919                         | 8      | 3      |
| 5    | 9  | Mika Häkkinen         | McLaren-Mercedes  | 72    | + 30 s 351                         | 17     | 2      |
| 6    | 8  | Gerhard Berger        | Benetton-Renault  | 72    | + 31 s 393                         | 12     | 1      |
| 7    | 7  | Jean Alesi            | Benetton-Renault  | 72    | + 46 s 359                         | 11     |        |
| 8    | 19 | Mika Salo             | Tyrrell-Ford      | 71    | + 1 tour                           | 19     |        |
| 9    | 21 | Jarno Trulli          | Minardi-Hart      | 71    | + 1 tour                           | 18     |        |
| 10   | 23 | Jan Magnussen         | Stewart-Ford      | 66    | Pression d'huile                   | 15     |        |
| Abd. | 17 | Nicola Larini         | Sauber-Petronas   | 63    | Sortie de piste                    | 14     |        |
| Abd. | 2  | Pedro Diniz           | Arrows-Yamaha     | 50    | Moteur                             | 22     |        |
| Abd. | 15 | Shinji Nakano         | Prost-Mugen-Honda | 49    | Moteur                             | 20     |        |
| Abd. | 18 | Jos Verstappen        | Tyrrell-Ford      | 43    | Moteur                             | 16     |        |
| Abd. | 20 | Ukyo Katayama         | Minardi-Hart      | 37    | Sortie de piste                    | 21     |        |
| Abd. | 1  | Damon Hill            | Arrows-Yamaha     | 33    | Moteur                             | 13     |        |
| Abd. | 12 | Giancarlo Fisichella  | Jordan-Peugeot    | 24    | Collision                          | 9      |        |
| Abd. | 22 | Rubens Barrichello    | Stewart-Ford      | 24    | Panne hydraulique                  | 5      |        |
| Abd. | 14 | Olivier Panis         | Prost-Mugen-Honda | 18    | Moteur                             | 3      |        |
| Abd. | 4  | Heinz-Harald Frentzen | Williams-Renault  | 5     | Embrayage                          | 2      |        |
| Abd. | 5  | Michael Schumacher    | Ferrari           | 0     | Collision                          | 4      |        |
| Abd. | 10 | David Coulthard       | McLaren-Mercedes  | 0     | Collision                          | 10     |        |

## Pole position et record du tour
- Pole position : Jacques Villeneuve en 1 min 24 s 473 (vitesse moyenne : 181,507 km/h).
- Meilleur tour en course : Gerhard Berger en 1 min 27 s 981 au 63e tour (vitesse moyenne : 174,269 km/h).

## Tours en tête
- Jacques Villeneuve : 66 (1-38 / 45-72)
- Eddie Irvine : 6 (39-44)

## Statistiques
- 6e victoire pour Jacques Villeneuve.
- 97e victoire pour Williams en tant que constructeur.
- 88e victoire pour Renault en tant que motoriste.
- Ralf Schumacher devient le plus jeune pilote à monter sur un podium (21 ans, 9 mois et 3 jours).
- Course neutralisée du premier au quatrième tour à cause d'un accrochage entre Michael Schumacher et Rubens Barrichello.